# Belváros (Kecskemét)

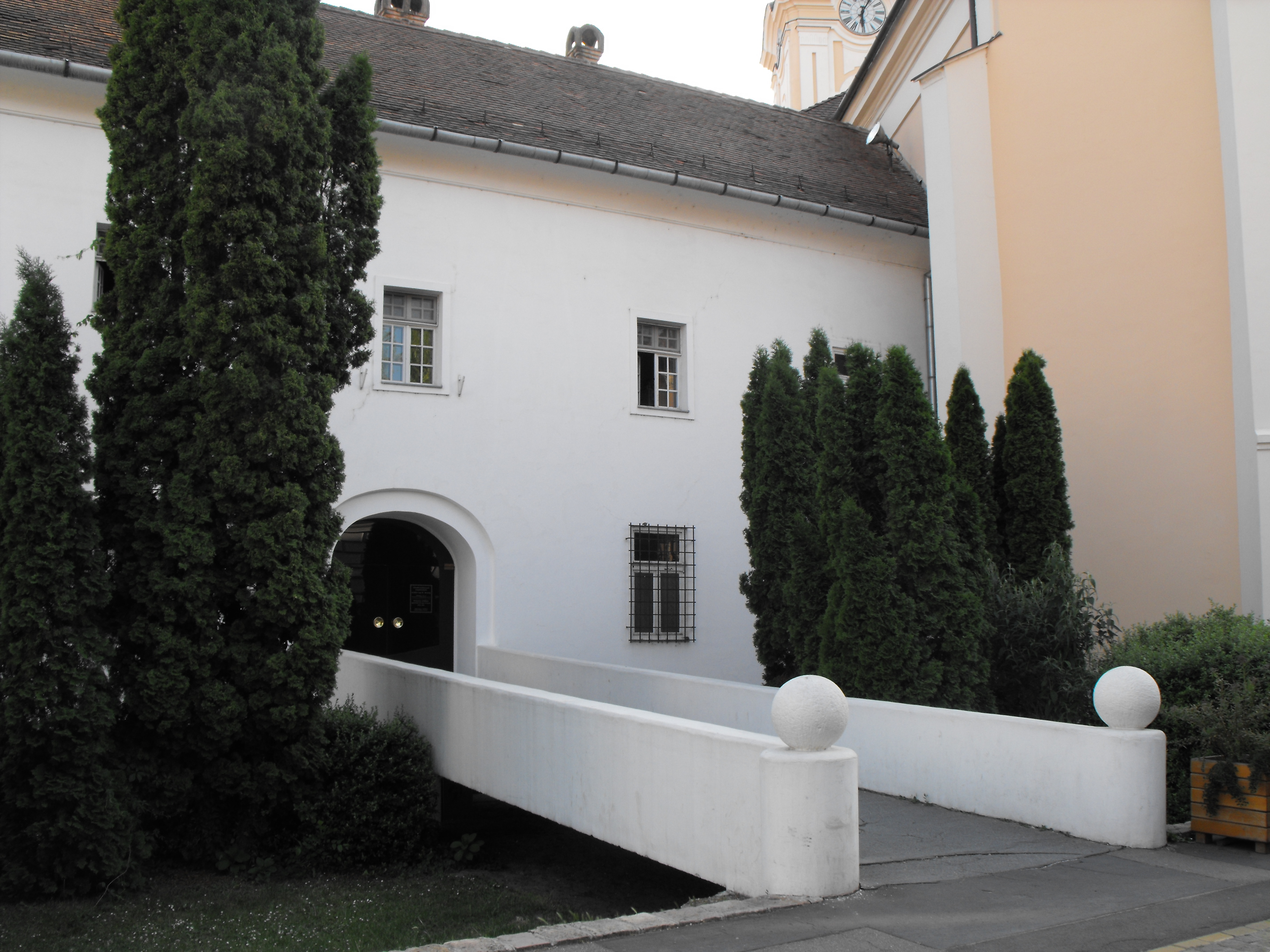
Volt ferences kolostor (Kodály Zoltán Intézet)

A kecskeméti Belváros a város történelmi városközpontja a körút (Koháry István körút – Csányi J. u. – Hornyik körút – Dobó István körút – Horváth Döme körút – Bajcsy Zs. E. krt.) által határolt területen.

## A török hódoltság alatt (1526–1699)
A oszmán megszállás ideje alatt az Alföldön mintegy ötszáz év alatt kialakult települési rendet a törökök felforgatták, elpusztították. A török kor előtti időkből csupán kettő műemléki védettséget élvező épület maradt fenn napjainkig, az egyik az 1290 körül épült Szent Miklós-templom, illetve az 1680-1684 között épült Református templom. A Református templom építésekor külön küldöttséget menesztettek Konstantinápolyba, ugyanis a török hódoltság területén nem engedélyezték a kőtemplomok építését Végül, Magyarországon egyedülálló módon, a kecskeméti gyülekezetnek sikerült a török hatóságokkal megegyeznie. A török hódoltság kori városmag az 1678-as évben történt tűzvész ideje alatt szinte teljesen elpusztult, a Szent Miklós-templomot is csak 1681-ben kezdték meg újjáépíteni.
Fontosabb épületek a középkorból:
- Szent Miklós-templom – épült 1290 körül
- Református templom – épült 1680–1684 között
- Romkert – épült 1698-ban

## A hódoltság utáni város
A törökök kivonulása után mintegy 10 évet kellett várnia város gyarapodásáig. Egy 1698-ban kelt feljegyzés szerint a „Homoki kaputól” (a mai Kápolna utca vége) a „Budai kapuig” (a mai Jókai utca vége) terjedő területen egy „Új város” jött létre, melyben 25 adózót írtak össze. 1705-ben a Rákóczi-szabadságharc tizedelte a város lakosságát, majd az 1709-ben bekövetkezett pestisjárvány pusztított az akkori oppidiumban (mezőváros). Az első építkezéseket a kolduló ferencesek kezdték meg 1700-ban, majd 1736-ban fejeződött be a Ferences kolostor építésének munkálataival.
Fontosabb épületek az 1700-as évekből:

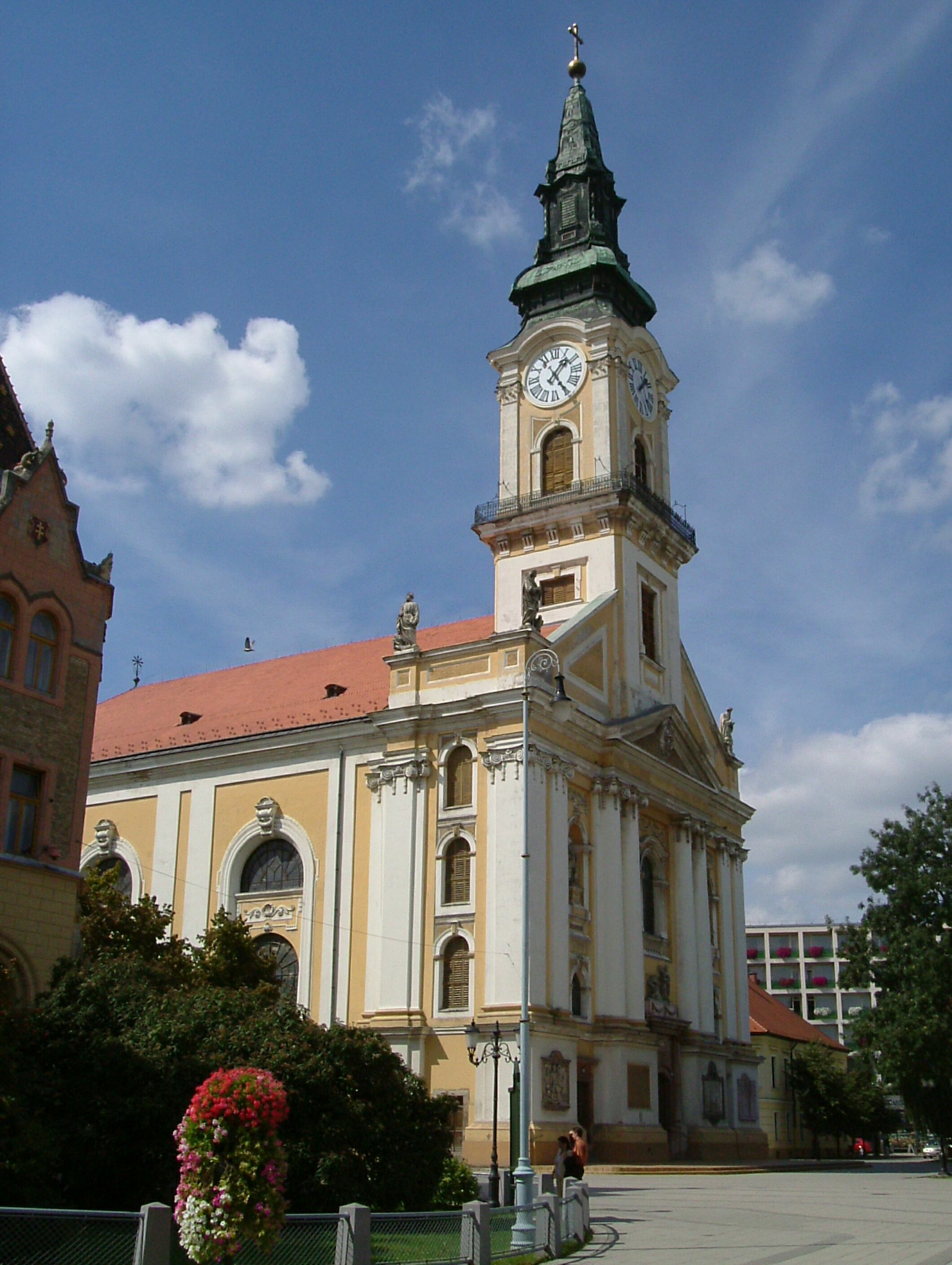
Nagytemplom

- Ferences kolostor – Épült 1700-1736
- Sarlós Boldogasszony kápolna – Épült 1713
- Piarista templom – Épült 1729-1765
- Bánó-ház – Épült 1746
- Nagytemplom – Épült 1774-1799
- Klapka-ház – Épült 1786
- Római katolikus plébánia – Épült 1794
- Serház – Épült 1793

## Városfejlődés 1800-tól 1913-ig
A város fejlődését, helyi energiák nem segítették, ezért a városiasodás gazdasági bázisának megteremtése csak a századforduló utolsó évtizedeiben volt jelentős. Az 1867-es kiegyezést követően gyors gazdasági fejlődés, stabil anyagi háttér és az előrelátó városvezetés biztosította a több évtizedig tartó fejlődést, melynek eredménye – többek között – a mai formájában látható főtér, a Rákóczi út és annak palotái. Lestár Péter (1880-1896) és  Kada Elek (1897-1913) 33 éven át folytatott vezetői tevékenysége nem csak anyagilag virágoztatta fel Kecskemétet, hanem tényleges várossá válásának adtak hatalmas lendületet. Tevékenységük idejét méltán nevezhetjük a város „aranykorának”.

## Lestár Péter munkássága
Lestár az Arany János utcától a Zsinagógáig terjedő beépített tömb 1893-as, illetve a mai Aranyhomok Szálloda helyén elterülő téren álló 6 db lakóház eltávolításával 1894-ben létrehozta a Széchenyi teret, és véglegesítette a mai Kossuth tér alakját is. Ő kezdte meg a Szabadság tér és a vasútállomás között "ünnepélyesebb" útvonal kialakításának előkészítését is (mai Rákóczi út).
 Fontosabb épületek 1800-tól 1899-ig 
- Ortodox templom – Épült 1824-1829

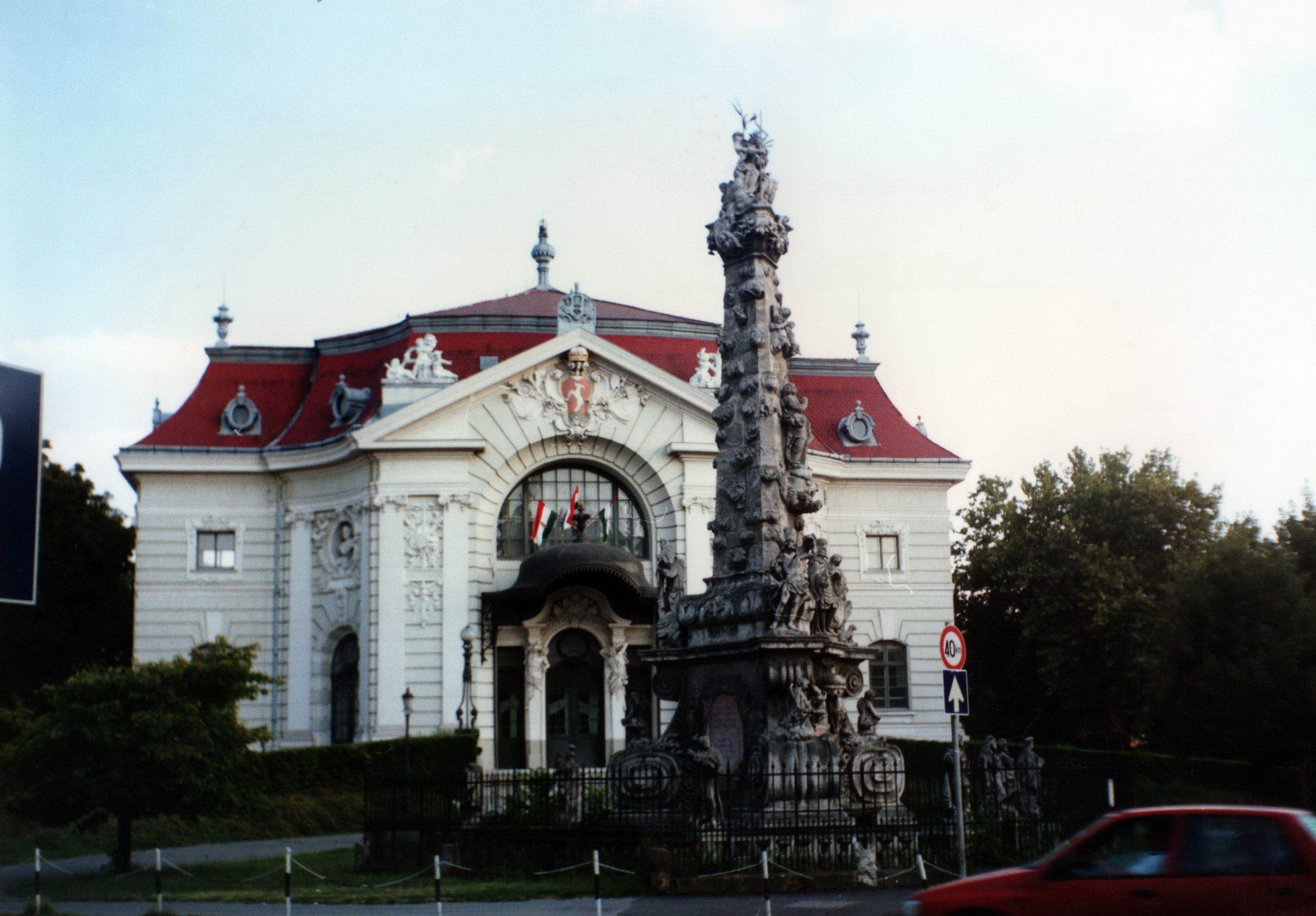
Katona József Színház

- Református Ókollégium – Épült 1830-1834
- Szarvas-ház – Épült 1860
- Evangélikus templom – Épült 1862-1863
- Tudomány és Technika Háza – Épült 1864-1868
- Thomka-ház – Épült 1871
- Takarékpénztár – Épült 1874-1875
- Városháza – Épült 1893-1897
- Katona József Színház – Épült 1895-1896

## Kada Elek munkássága
Kada Elek, Lestár Péter nyomdokain indult el, sok megkezdett munkáját fejezte be. Kada szervezésében szanálták le a 42 méter szélességű, mai Rákóczi út nyomvonalát és beépítését is. A mai Rákóczi út 40 lakóház bontásával keletkezett 1902-ben. A 42 méter szélességű "Sugárút" első épületeként a Cifrapalota épült fel, majd a Leszámító és Pénzváltóbank palota, majd a Törvényszéki palota 1904-ben. Az Úri kaszinó és az MTA székház 1910- 1913-ban épültek. Napjainkban csak a Szecesszió városának nevezik Kecskemétet, mivel a történelmi városterületen mintegy 11 szecessziós épületet tekinthetünk meg.
Fontosabb épületek 1900-tól 1940-ig
- Cifrapalota – Épült 1902
- Osztrák-Magyar Bank palota – Épült 1902
- Törvényszéki palota – Épült 1903-1904
- Leszámító és Pénzváltóbank – Épült 1904
- Iparosotthon – Épült 1906-1907
- Luther-palota – Épült 1911-1913
- Úri kaszinó – Épült 1910
- Református Újkollégium – Épült 1911-1912
- Népbank – Épült 1912
- MTA székház – Épült 1913
- Városi mozi – Épült 1913
- Katona József Gimnázium – Épült 1914
- Megyeháza – Épült 1923-1925
- Piarista Iskola (Kecskemét) – Épült 1930-1933
- Posta palota – Épült 1930-1931
- Tanítóképző Főiskola – Épült 1930

## Főbb nevezetességek
1896-ban, a millennium évében emelték a városháza épületét. A Lechner Ödön és Pártos Gyula tervei alapján készült városháza alig 27 hónap alatt készült el. Nyugodt tömbjével, méltóságteljes egyszerűségével, majolikával díszített változatos homlokzatával és csipkés, a reneszánsz kastélyokra emlékeztető pártázatával meghatározó elemként, szervesen illeszkedik a kecskeméti főtérbe. A díszterem különlegességei Székely Bertalan freskói: a Vérszerződés és a Ferenc József megkoronázása. A falakon körben a magyar történelem kimagasló személyiségeinek, uralkodóinak képei láthatók. A közgyűlési terem egyik éke a 12 mázsa súlyú, 62 izzóból álló csillár. Az épület különleges szerkezete az óránként megszólaló harangjáték.
A történelmi főtér sajátossága, hogy az országban egyedülálló módon szinte az összes felekezet temploma megtalálható itt, így a török hódoltság ideje alatt épült református templom, a város legrégebbi épületeként számon tartott Barátok temploma, az Ybl Miklós tervezte Evangélikus templom, a Kecskeméten letelepedett görög kereskedők által építtetett Szentháromság ortodox templom éppúgy, mint az 1970-es években a Tudomány és Technika Házává átalakított zsinagóga, vagy a 18. század elején emelt piarista templom. A főtéren magasodik a város talán legismertebb épülete, a 73 méter magas Nagytemplom. A templom tornyából a turisták Kecskemét városképében gyönyörködhetnek.
A város méltó módon őrzi nagy szülötteinek szellemi hagyatékát, hiszen itt működik a Volt Ferences kolostor falain belül működő Kodály Zoltán Zenepedagógiai Intézet a Kodály-iskola, a Katona József Társaság és számtalan Katona József nevét viselő intézmény.

## Galéria

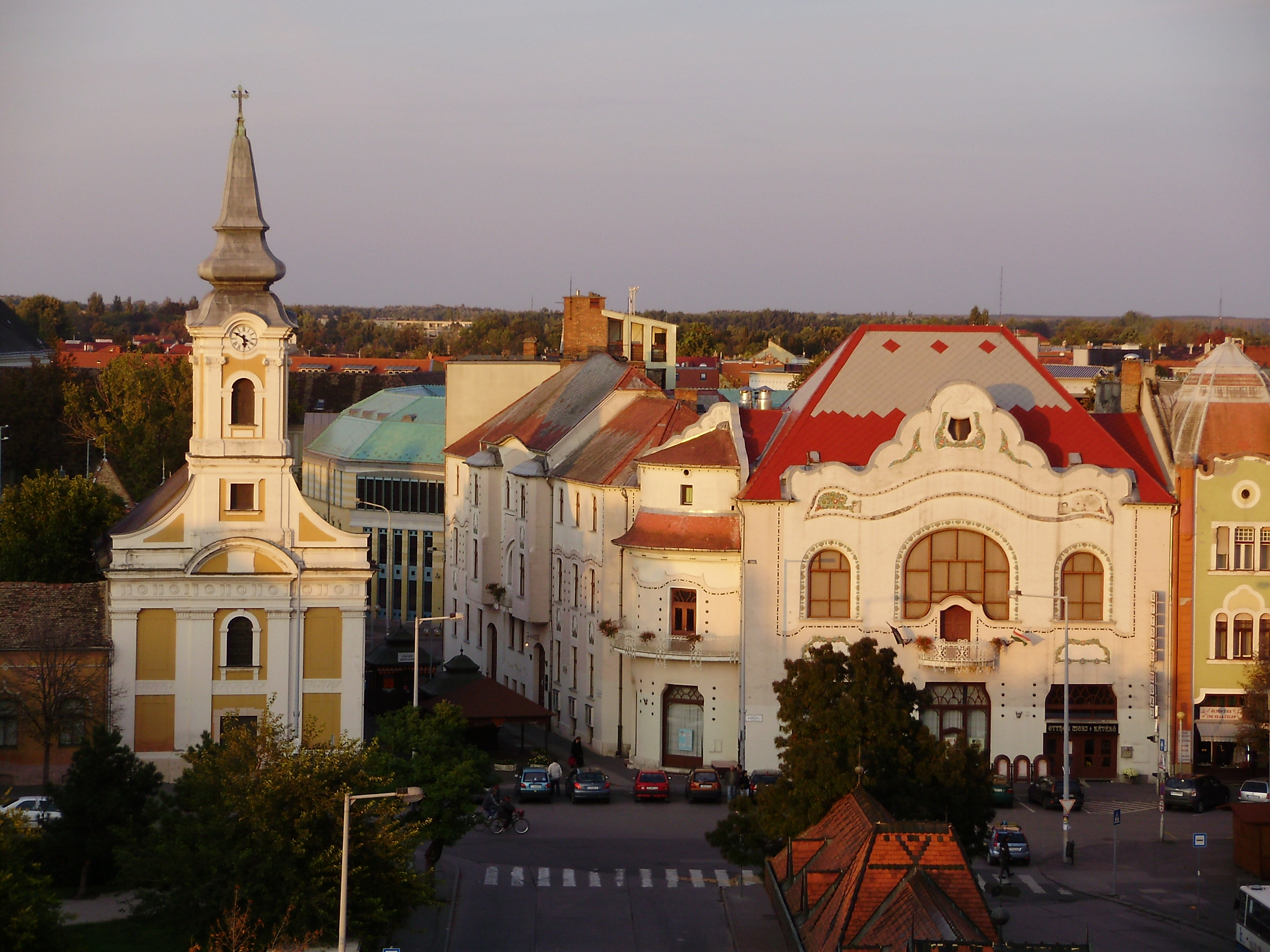
Iparosotthon
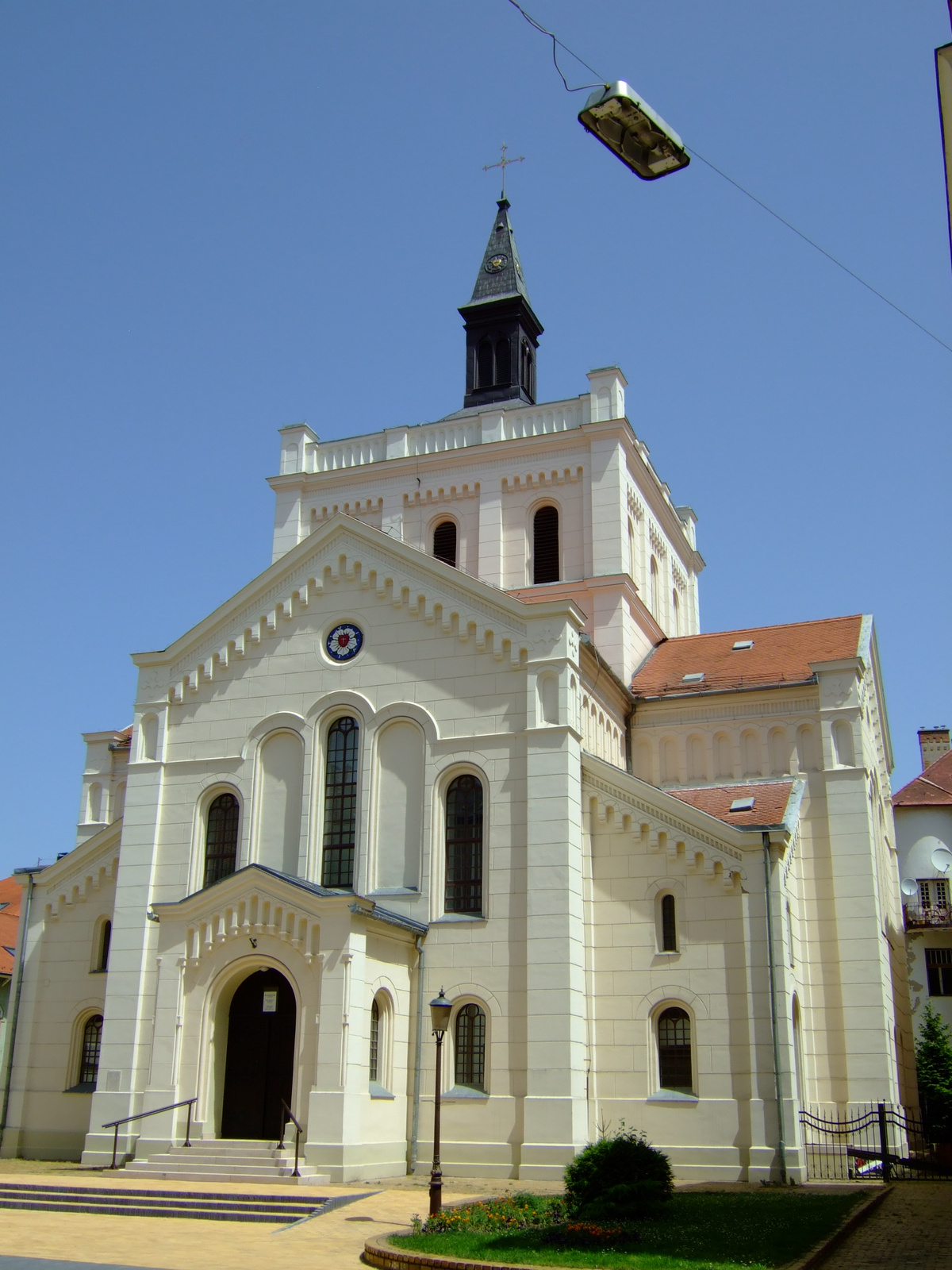
Evangélikus templom
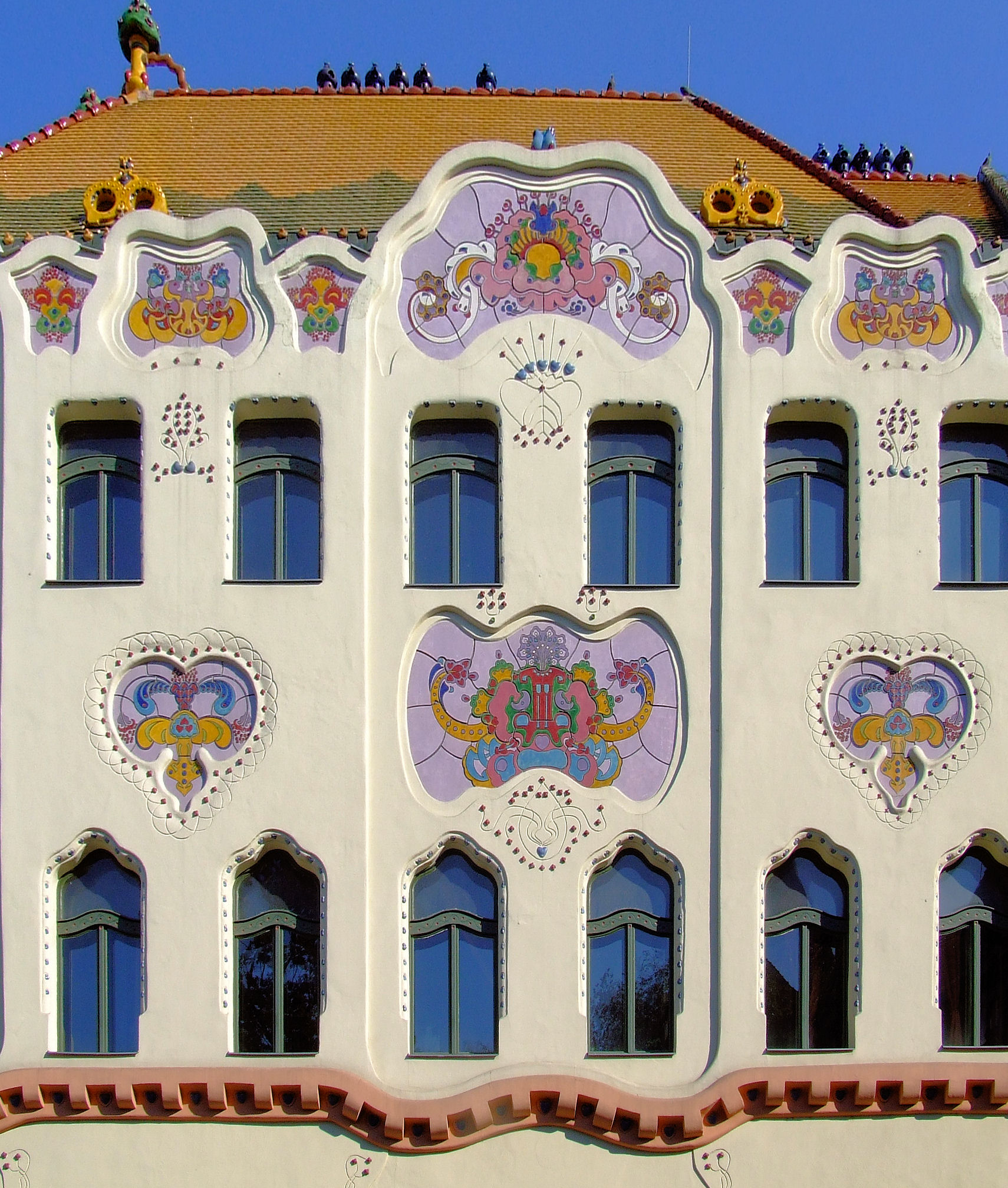
Majolika díszítés a Cifrapalotán
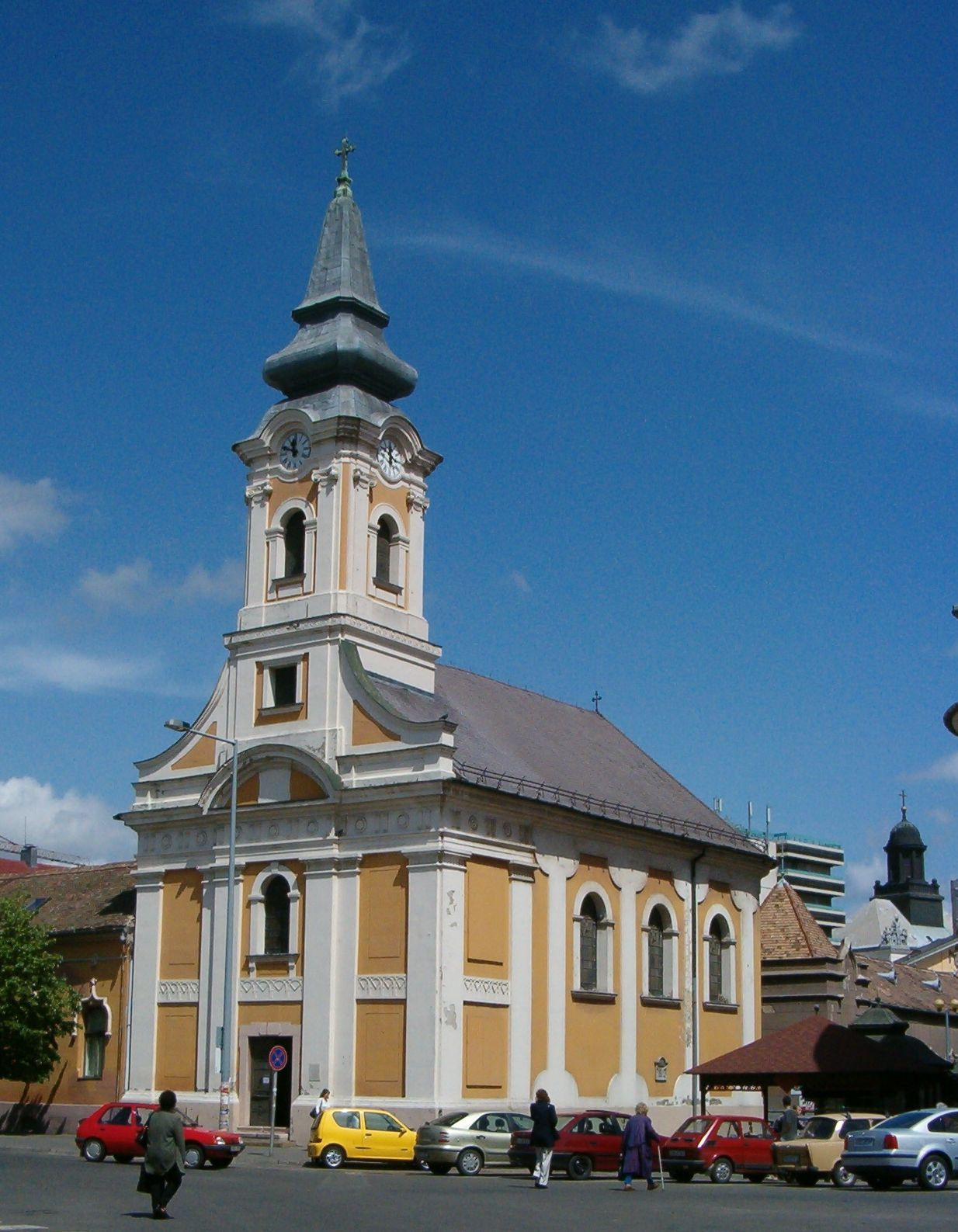
Ortodox templom
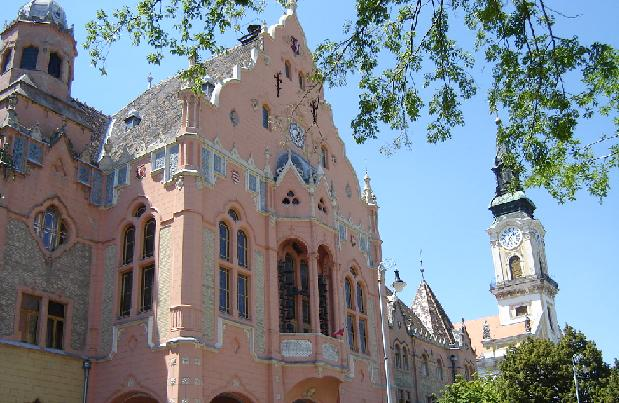
A Városháza és a Nagytemplom
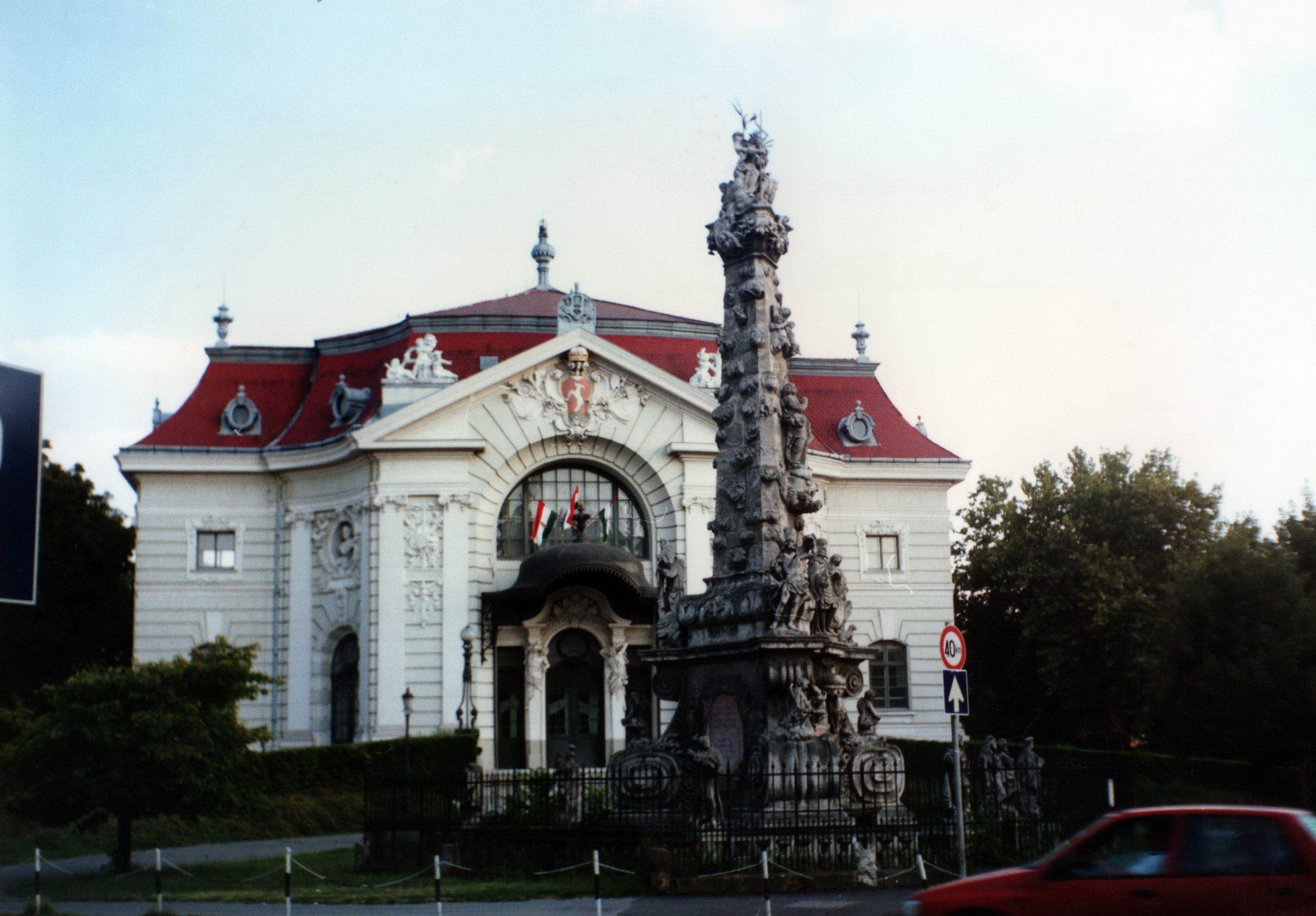
A Katona József Színház
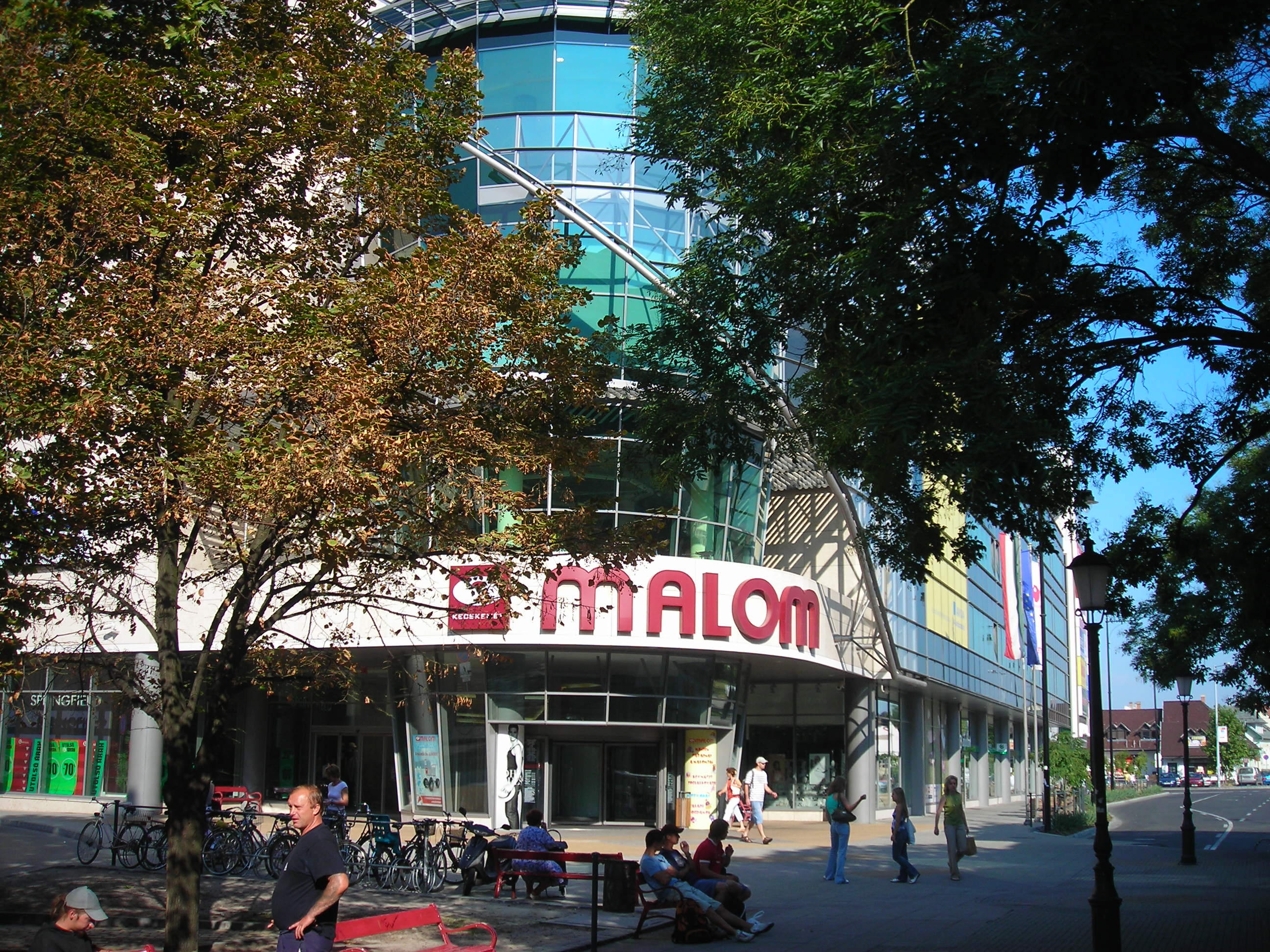
A Malom Center bejárata 2007-ben
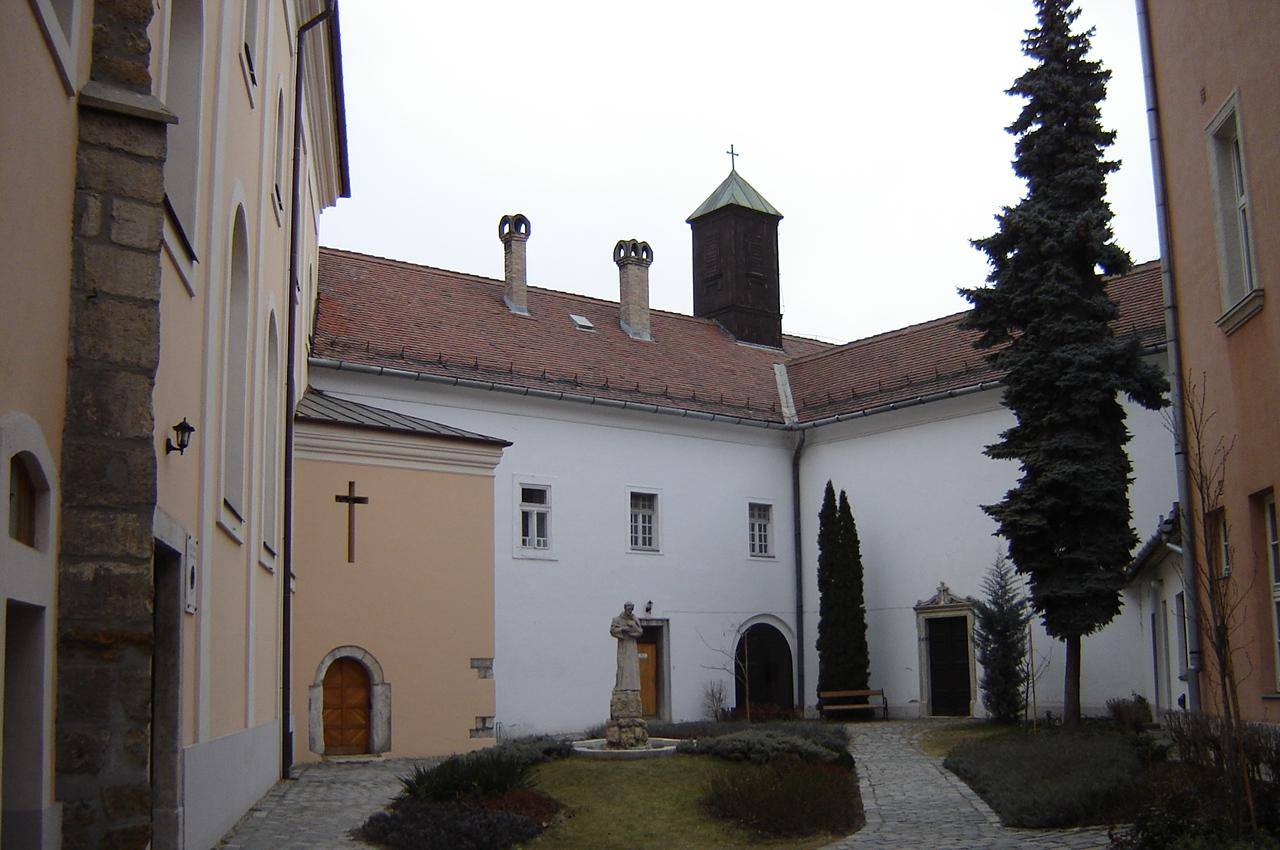
Ferences kert a Szent Miklós templom udvarában
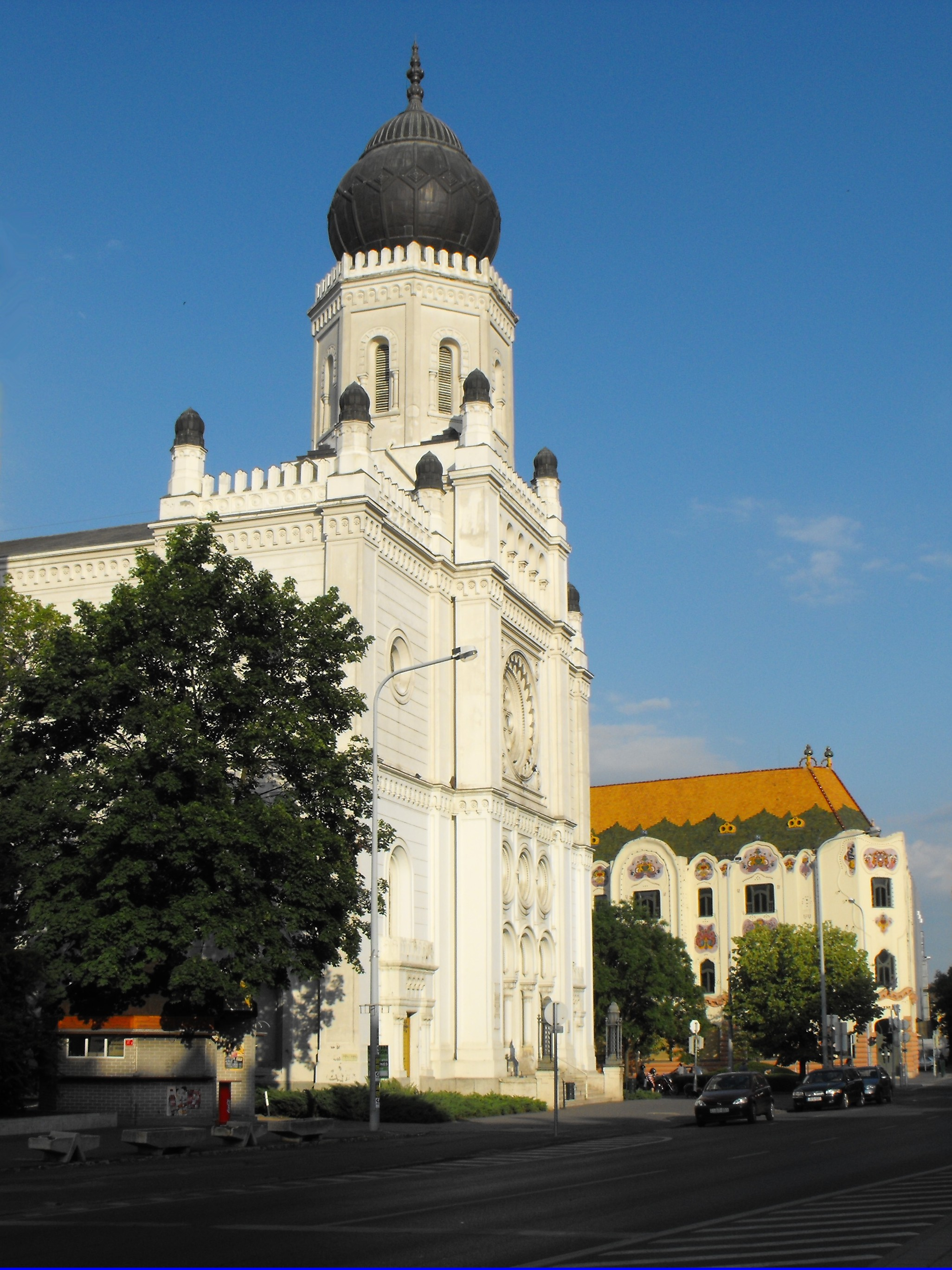
A volt zsinagóga és a Cifrapalota
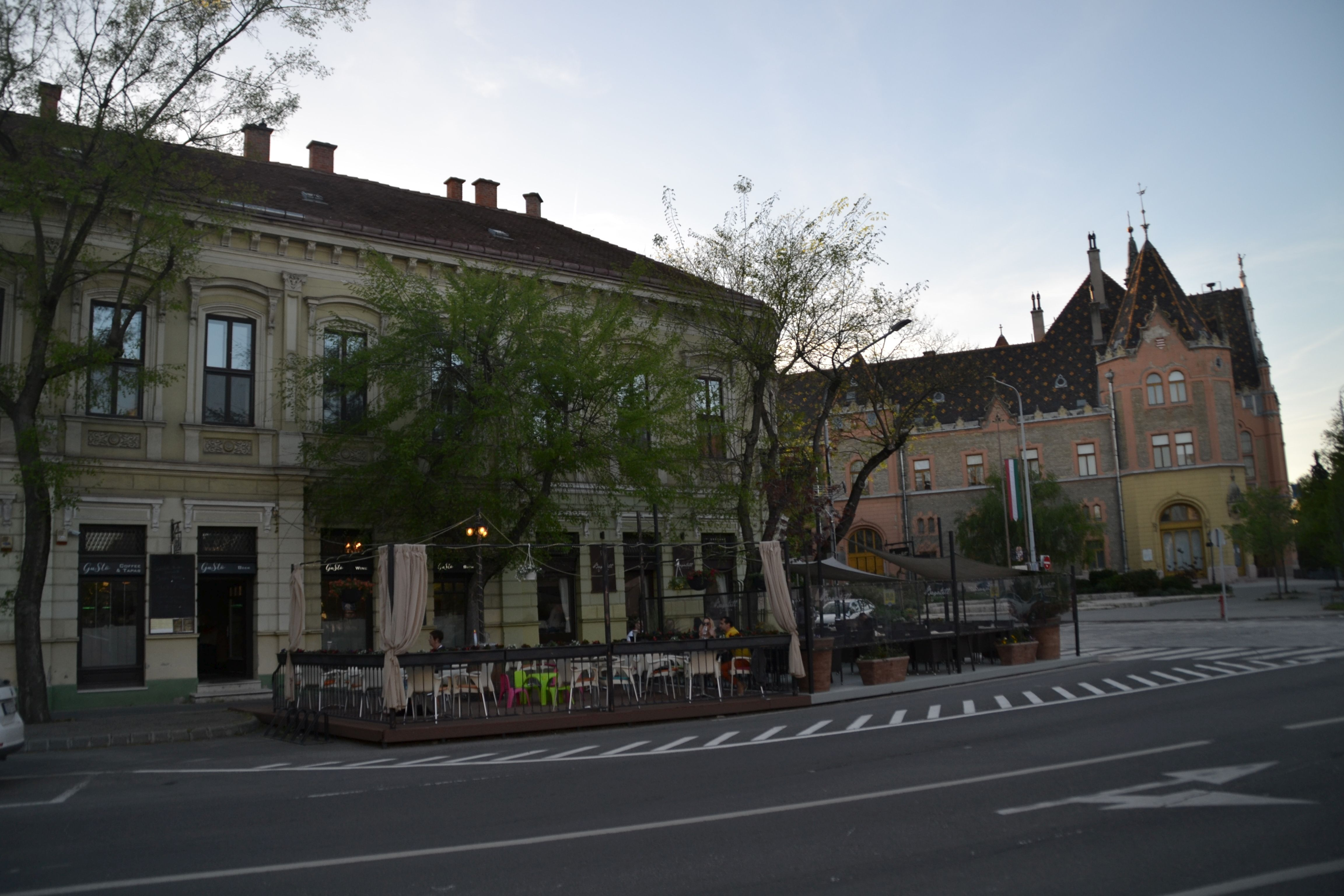
Lestár tér

## Modern városformáló épületek 1950-től
1945 után alapvető változások következtek be a város társadalmi és gazdasági szerkezetében. Az 1950-ben végrehajtott közigazgatási reform értelmében Kecskemét, az újonnan kialakított Bács-Kiskun megye székhelye lett.
Modern épületek a 20. század közepétől, melyek modern nagyvárosaias stílust kölcsönöznek a városnak:
- Aranyhomok Szálloda – Épült 1962

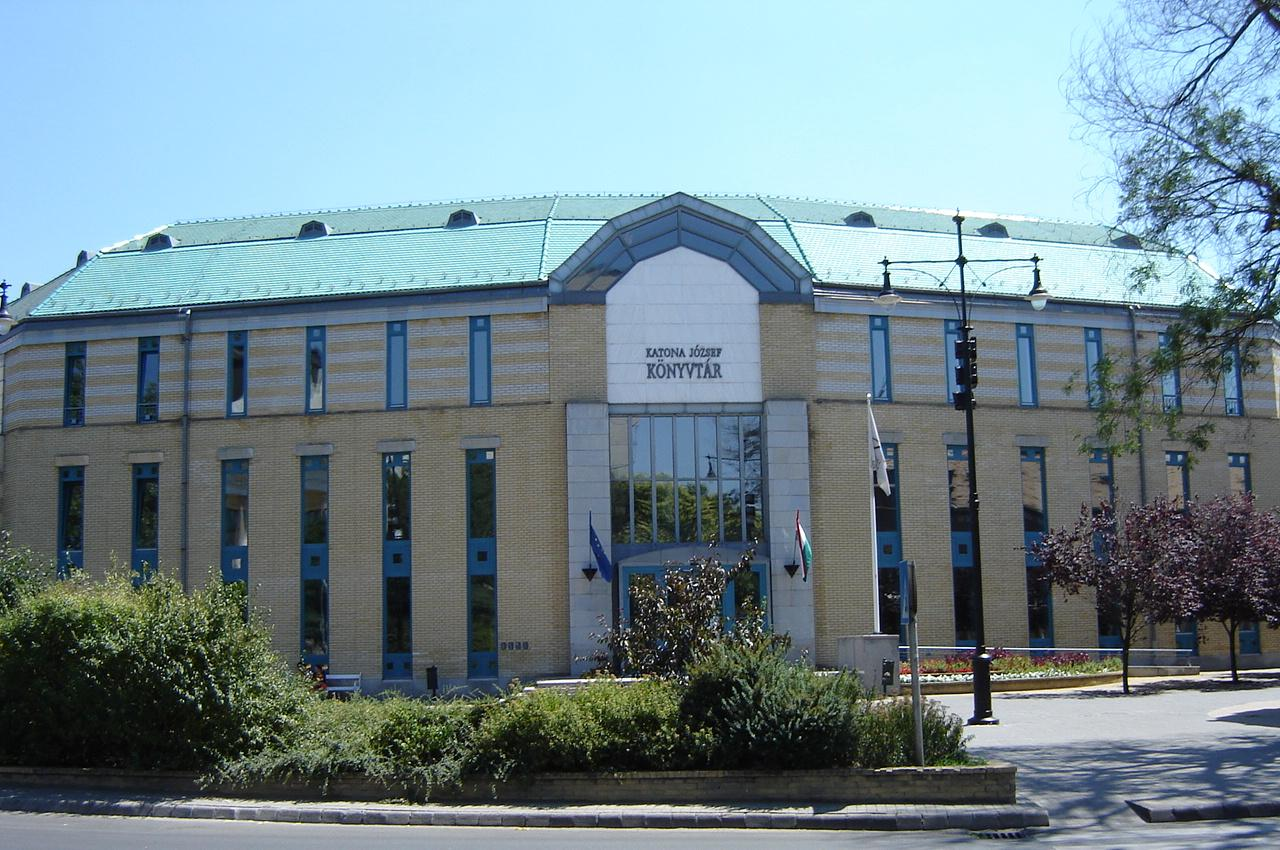
A Katona József Megyei Könyvtár épülete

- Megyei Önkormányzat – Épült 1963-1965 (Bács-Kiskun vármegye legmagasabb toronyháza)
- Szalagház – Épült 1967-1969 (Magyarország legnagyobb lélekszámú tömbháza)
- Katona József Megyei Könyvtár – Épült 1993-1996
- Malom Center – Épült 2003-2005
- Neumann János Egyetem Gazdaságtudományi Kar – Épült 2016-2018

## Oktatás
Kecskemét belvárosában 6 általános iskola, 4 gimnázium, 3 középiskola és több felsőoktatási intézmény vagy kihelyzett kar található.
Általános iskola:
- II. Rákóczi Ferenc Általános Iskola
- Magyar Ilona Általános iskola
- Piarista Általános Iskola
- Református Általános Iskola
- Tóth László Általános Iskola
- Zrínyi Ilona Általános Iskola

Gimnázium:
- Angolkisasszonyok Ward Mária Leánygimnáziuma
- Piarista Gimnázium
- Kecskeméti Református Gimnázium
- Kecskeméti Katona József Gimnázium[1]

Középiskola:
- Csányi János Szakközépiskola
- Kada Elek Közgazdasági Szakközépiskola
- Szintézis Szakközépiskola

Főiskola, egyetem:
- Kecskeméti Főiskola
  - Gépipari és Automatizálási Műszaki Főiskolai Kar
  - Kertészeti Főiskolai Kar
  - Tanítóképző Főiskolai Kar
- Károli Gáspár Református Egyetem
  - Állam-és Jogtudományi Kar (kihelyezett tagozat)
- Pallasz Athéné Egyetem